# جتبك جيوريد (لعبة)
جتبك جيوريد هي لعبة فيديو لهالفبرك ستوديوز، صدرت في 1 سبتمبر 2011 لجهاز الأيفون، وصدرت في 11 مايو 2012 للويب، وفي 28 سبتمبر 2012 لأجهزة الأندرويد، حيث الهدف البقاء حيا لأطول مسافة ممكنة، مع باري رجل الأعمال الذي يركب حزام الطيران.